# KOH⁺
KOH⁺是由日本演员柴崎幸与福山雅治所组成的流行樂團，由柴崎幸担任主唱，而福山雅治则负责演奏以及作曲和编曲的工作。

## 简介
本来只是因为电视剧《神探伽利略》而以KOH⁺名义临时组成的组合，不过在2008年9月和2013年4月已经决定再度复出，为电影《嫌疑犯X的献身》和《神探伽利略第二季》演唱主题曲。
福山雅治曾在電台及電視上介紹KOH⁺。說柴崎幸是「KOH」，而福山本人則是上标的「+」（Plus）。

## 作品
- 親親（2007年11月21日，商品編號：UPCH-80050）
- 最愛（2008年10月1日，商品編號：UPCH-80090）
- Produced by Masaharu Fukuyama 「Galileo+」（2013年6月26日，商品編號：UUCH-9049（初回限定盘DVD付）/UUCH-1077（通常盘））